# Human conditions
Human Conditions es el segundo álbum solista del cantante inglés Richard Ashcroft.
Fue lanzado al mercado en octubre de 2002, y contiene 10 canciones.

## Resumen
En este segundo álbum, Ashcroft intenta explotar todo su potencial en solitario, con canciones más roqueras y guitarreras, sin embargo, este disco es más relajado y melancólico que su anterior trabajo, Alone With Everybody.
Los sencillos Check the meaning y Science of silence fueron un gran éxito. Human conditions parece ser un viaje espiritual alrededor del mundo, mientras Ashcroft cuestiona a Dios y piensa sobre la vida.
El álbum se posicionó en el lugar N.º 3 de los UK Charts, y no recibió críticas muy buenas, aludiendo que "Human Conditions no es tan placentero al escucharlo"
Brian Wilson participó en Human Conditions, en la canción Nature is the law. Ashcroft dice que con la aparición de Wilson, uno de sus sueños más grandes se volvió realidad.

## Lista de canciones
1. Check the meaning – 8:04
2. Buy it in bottles – 4:39
3. Bright lights – 5:15
4. Paradise – 5:37
5. God in the numbers – 6:58
6. Science of silence – 4:15
7. Man on a mission – 5:29
8. Running away – 4:16
9. Lord I've been trying – 5:23
10. Nature is the law – 4:55

### Pistas adicionales
1. The miracle (Las ediciones japonesa y estadounidense tienen este bonus track originalmente lanzado como un lado-B del single Check the meaning.)
2. Don't take me in
3. The journey's just begun
4. Get up now